# Långtjärnens naturreservat
Långtjärnens naturreservat är ett naturreservat i Krokoms kommun i Jämtlands län.
Området är naturskyddat sedan 2021 och är 4,3 kvadratkilometer stort. Reservatet ligger nordväst om Rötviken och består av tallskog och på högre höjd fjällbjörk.